# Сума, Мохамед
Мохаме́д Алькали́ Сума́ (фр. Mohamed Alkhaly Soumah; род. 6 апреля 1975, Конакри) — гвинейский футболист, нападающий.

## Биография
Играл за национальную сборную Гвинеи, в частности, на Кубке африканских наций 1998.
Начинал играть за клубы «Хафия» (Конакри), «Вудад Касабланка» из одноимённого города. В конце сезона 1995/96 переехал в польский чемпионат — в клуб высшей лиги «Стомил» (Ольштын). Сезоны 1997/98 и 1998/99 проводит в «Карпатах» и получает бронзовую медаль чемпионата Украины 1997/98. В чемпионате Украины стал первым гвинейским легионером. Львовские болельщики назвали его прозвищем «Семён».
После 1999 года выступал в немецких клубах оберлиги: «Вольфенбюттелер», «Хавелсе 1912», «Лок Алтмарк» и «Берлин АК 07».